# Distrito de Holstein Oriental
El Distrito de Holstein Oriental (en alemán: Kreis Ostholstein) es un Landkreis (distrito) de Alemania que se encuentra ubicado al sudeste del estado federal de Schleswig-Holstein. La capital del distrito es la ciudad de Eutin.

## Historia
El Kreis Ostholstein se compuso tal y como se conoce hoy en día en el año 1970 debido a una reforma legal y administrativa del distrito en el estado federal de Schleswig-Holstein con los municipios de Oldenburg en Holstein y el Eutin (distrito).

## Museos
- Ostholsteinmuseum en Neustadt in Holstein (Cap Arcona Museum)
- Ostholsteinmuseum en Eutin

## Composisicón del distrito
(Habitantes a 30 de septiembre de 2005)
| Amtsfreie Gemeinden/Städte | Amtsfreie Gemeinden/Städte | Amtsfreie Gemeinden/Städte |
| --- | --- | -------------------------- |
| - 1. Ahrensbök (8.631) - 2. Bad Schwartau, Ciudad (20.096) - 3. Dahme (1.176) - 4. Eutin, Ciudad (17.256) - 5. Fehmarn, Ciudad (12.909) - 6. Grömitz (7.134) - 7. Großenbrode (2.220) - 8. Grube (1.019) - 9. Heiligenhafen, Ciudad (9.331) | - 10. Kellenhusen (1.078) - 11. Malente (10.616) - 12. Neustadt in Holstein, Ciudad (15.211) - 13. Oldenburg in Holstein, Ciudad (9.864) - 14. Ratekau (15.363) - 15. Scharbeutz (11.042) - 16. Stockelsdorf (16.995) - 17. Süsel (5.103) - 18. Timmendorfer Strand (8802) |                            |

Unión de municipios\ciudades (Amt)
| - 1. Großer Plöner See [Sitz: Plön] (El resto de los once municipios pertenecen al distrito de Plön) 1. Bosau (3.416) - 2. Lensahn 1. Beschendorf (539) 2. Damlos (622) 3. Harmsdorf (653) 4. Kabelhorst (427) 5. Lensahn * (4978) 6. Manhagen (370) 7. Riepsdorf (911) | - 3. Oldenburg-Land [Sitz: Oldenburg in Holstein] 1. Göhl (1.116) 2. Gremersdorf (1487) 3. Großenbrode (2.220) 4. Heringsdorf (1.139) 5. Neukirchen (1.187) 6. Wangels (2.185) - 4. Ostholstein-Mitte 1. Altenkrempe (1.106) 2. Kasseedorf (1.452) 3. Schashagen (2.137) 4. Schönwalde am Bungsberg * (2.591) 5. Sierksdorf (1.602) |